# Критерий согласия Колмогорова
Критерий согласия Колмогорова предназначен для проверки гипотезы о принадлежности выборки некоторому закону распределения, то есть проверки того, что эмпирическое распределение соответствует предполагаемой модели.  
Критерий однородности Смирнова используется для проверки гипотезы о принадлежности двух независимых выборок одному закону распределения, то есть о том, что два выборочных распределения соответствуют одному и тому же закону. 
Эти критерии носят имена математиков Андрея Николаевича Колмогорова и Николая Васильевича Смирнова.
Критерий Смирнова о проверке гипотезы об однородности двух эмпирических законов распределения является одним из наиболее часто используемых непараметрических критериев.

## Описание
Если в критерии {\displaystyle \chi ^{2}} сопоставляются частоты двух распределений отдельно по каждому разряду, то здесь сопоставляются сначала частоты по первому разряду, потом по сумме первого и второго разрядов, потом по сумме первого, второго и третьего разрядов и т. д. Таким образом, каждый раз сопоставляются накопленные к данному разряду частоты.
Если различия между двумя распределениями существенны, то в какой-то момент разность накопленных частот достигнет критического значения, и различия можно будет признать статистически достоверными. В формулу критерия {\displaystyle \lambda }  включается эта разность. Чем больше эмпирическое значение {\displaystyle \lambda }, тем более существенными являются различия.

## Статистика критерия Колмогорова
Пусть выборочная функция распределения {\displaystyle F_{n}}, построенная по выборке {\displaystyle X=\left(X_{1},\;\ldots ,\;X_{n}\right)}, имеет вид:
{\displaystyle F_{n}(x)={\frac {1}{n}}\sum _{i=1}^{n}I_{X_{i}\leqslant x},}
где {\displaystyle I_{X_{i}\leqslant x}} указывает, попало ли наблюдение {\displaystyle X_{i}} в область {\displaystyle (-\infty ,\;x]}:
{\displaystyle I_{X_{i}\leqslant x}={\begin{cases}1,&X_{i}\leqslant x;\\0,&X_{i}>x.\end{cases}}}
Выполняется проверка того, является ли выборка порождённой случайной величиной {\displaystyle \xi } с функцией распределения {\displaystyle F(x)}. Статистика критерия для эмпирической функции распределения {\displaystyle F_{n}(x)} определяется следующим образом:
{\displaystyle D_{n}=\sup _{x\in \mathbb {R} }|F_{n}(x)-F(x)|,}
где под {\displaystyle \sup } понимается супремум функции {\displaystyle {|F_{n}(x)-F(x)|}}.

## Распределение статистики Колмогорова
Обозначим нулевую гипотезу {\displaystyle H_{0}}, как гипотезу о том, что выборка подчиняется распределению {\displaystyle F(X)\in C^{1}(\mathbb {X} )}. Тогда по теореме Колмогорова для введённой статистики справедливо:
{\displaystyle \forall t>0\colon \lim _{n\to \infty }P({\sqrt {n}}D_{n}\leqslant t)=K(t)=\sum _{j=-\infty }^{+\infty }(-1)^{j}e^{-2j^{2}t^{2}}=\theta _{4}{\big (}e^{-2t^{2}}{\big )},}
где {\displaystyle \theta _{4}(q)} — Тета-функция Якоби. 
Учтём, что критерий имеет правостороннюю критическую область.
|  | Принятие решения по критерию Колмогорова. Если статистика {\displaystyle {\sqrt {n}}D_{n}} превышает процентную точку распределения Колмогорова {\displaystyle K_{\alpha }} заданного уровня значимости {\displaystyle \alpha }, то нулевая гипотеза {\displaystyle H_{0}} (о соответствии закону {\displaystyle F(x)}) отвергается. Иначе гипотеза принимается на уровне {\displaystyle \alpha }. |

Если {\displaystyle \alpha } достаточно близко к 1, то {\displaystyle K_{\alpha }} можно приблизительно рассчитать по формуле:
{\displaystyle K_{\alpha }\approx {\sqrt {-{\frac {1}{2}}\ln {\frac {1-\alpha }{2}}}}.}
Асимптотическая мощность критерия равна 1.
Обозначим теперь за нулевую гипотезу {\displaystyle H_{0}} гипотезу о том, что две исследуемые выборки подчиняются одному распределению случайной величины {\displaystyle \xi \colon F(X)\in C^{1}(\mathbb {X} )}.
|  | Теорема Смирнова. Пусть {\displaystyle F_{1,\;n}(x),\;F_{2,\;m}(x)} — выборочные функции распределения, построенные по независимым выборкам объёмом {\displaystyle n} и {\displaystyle m} случайной величины {\displaystyle \xi }. Тогда, если {\displaystyle F(x)\in C^{1}(\mathbb {X} )}, то {\displaystyle \forall t>0\colon \lim _{n,\;m\to \infty }P\left({\sqrt {\frac {nm}{n+m}}}D_{n,\;m}\leqslant t\right)=K(t)=\sum _{j=-\infty }^{+\infty }(-1)^{j}e^{-2j^{2}t^{2}}}, где {\displaystyle D_{n,\;m}=\sup _{x}\|F_{1,\;n}-F_{2,\;m}\|}. |

Теорема Смирнова позволяет построить критерий для проверки двух выборок на однородность.
|  | Принятие решения по критерию Смирнова. Если статистика {\displaystyle {\sqrt {\frac {nm}{n+m}}}D_{n,\;m}} превышает квантиль распределения Колмогорова {\displaystyle K_{\alpha }} для заданного уровня значимости {\displaystyle \alpha }, то нулевая гипотеза {\displaystyle H_{0}} (об однородности выборок) отвергается. Иначе гипотеза принимается на уровне {\displaystyle \alpha }. |

## Примечание 1
В критерии Колмогорова предпочтительней использование статистики с поправкой Большева в следующем виде {\displaystyle {\sqrt {n}}D_{n}+1/(6{\sqrt {n}})}. Распределение данной статистики уже не так сильно зависит от объема выборки. Зависимостью её распределения от объема выборки {\displaystyle n} можно пренебречь при {\displaystyle n>25}.

## Примечание 2
Классический критерий Колмогорова предназначен для проверки простых гипотез. Если проверяется гипотеза о согласии наблюдаемой выборки с законом, все параметры которого известны, то критерий Колмогорова является свободным от распределения: неважно, с каким законом проверяется согласие. Если проверяемая гипотеза справедлива, предельным распределением статистики Колмогорова является распределение Колмогорова {\displaystyle K(t)}.
Всё меняется при проверке сложных гипотез, когда по анализируемой выборке оцениваются параметры теоретического закона, согласие с которым проверяется. При проверке сложных гипотез свобода от распределения теряется. При проверке сложных гипотез и справедливости проверяемой гипотезы распределения статистик непараметрических критериев согласия (и критерия Колмогорова) зависят от ряда факторов: от вида наблюдаемого закона, соответствующего проверяемой гипотезе; от типа оцениваемого параметра и числа оцениваемых параметров; в некоторых случаях от конкретного значения параметра (например, в случае семейств гамма- и бета-распределений); от метода оценивания параметров. Различия в предельных распределениях той же самой статистики при проверке простых и сложных гипотез настолько существенны, что пренебрегать этим ни в коем случае нельзя.

## О применении критерия Колмогорова при проверке сложных гипотез
- Об ошибках, совершаемых при использовании непараметрических критериев согласия
- Непараметрические критерии согласия (Рекомендации Р 50.1.037-2002 на сайте Новосибирского государственного технического университета)
- Уточнение рекомендаций Р 50.1.037-2002 (Часть 1) на сайте НГТУ
- Уточнение рекомендаций Р 50.1.037-2002 (Часть 2) на сайте НГТУ